# Vinaře
Vinaře är en ort i Tjeckien.   Den ligger i regionen Mellersta Böhmen, i den centrala delen av landet, 80 km öster om huvudstaden Prag. Vinaře ligger 238 meter över havet och antalet invånare är 230.
Terrängen runt Vinaře är platt åt nordväst, men åt sydost är den kuperad.Runt Vinaře är det ganska tätbefolkat, med 116 invånare per kvadratkilometer. Närmaste större samhälle är Kutná Hora, 17,2 km väster om Vinaře. Trakten runt Vinaře består till största delen av jordbruksmark.